# Вільнянська ЗОШ № 2
Вільнянська ЗОШ № 2 — історична школа в м. Вільнянськ.

Вільнянськ. Школа № 2.

Вільнянськ. Школа № 2.

Школа веде свою історію від 1908 р., коли у селищі Софіївка Олександрійського повіту Катеринославської губернії власник механічного чавунно-ливарного заводу Г. Д. Нейфельд поряд з підприємством побудував початкову школу для робітників та їх дітей. Сам Нейфельд ще вчив дітей німецької мови.
У 1914 р. на території церкви в м. Вільнянськ побудували початкову школу, у 1925 р. перевели її в семирічку, у 1935 р. добудували одноповерхове приміщення діючої школи, яка отримала статус середньої школи. У 1937—1938 н.р. відбувся перший довоєнний випуск 10 класу школи.
У 1954 р. школа отримує статус десятирічки.
Надалі історія школи розвивалася так: 1957 рік — перший післявоєнний випуск 10 класу; 1958 рік — побудували одноповерхове приміщення діючої школи (нині каб. № 11-15); 1963 рік — добудували триповерховий корпус спортивного залу та майстерень.
У 1964 р. — побудували двоповерховий навчальний корпус
З 1952 по 2014 рік свідоцтва про неповну середню школу одержало 4306 учнів.
Станом на 2017 р. у школі навчається 515 учнів. Укомплектовано 22 класи. Працює 41 вчителів.